# Lagoa (Malpica de Bergantiños)
Lagoa (llamada oficialmente A Lagoa) es una aldea española situada en la parroquia de Cerqueda, del municipio de Malpica de Bergantiños, en la provincia de La Coruña, Galicia.

## Demografía
| Gráfica de evolución demográfica de Lagoa entre 2000 y 2019 |
|                                                             |
| Datos según el nomenclátor publicado por el INE.            |